# Gucheng (ort i Kina, Sichuan Sheng, lat 32,60, long 106,46)
Gucheng (kinesiska: 鼓城) är en ort i Kina. Den ligger i provinsen Sichuan, i den sydvästra delen av landet, omkring 310 kilometer nordost om provinshuvudstaden Chengdu. Antalet invånare är 4 180. Befolkningen består av 2 025 kvinnor och 2 155 män. Barn under 15 år utgör 20,0 %, vuxna 15-64 år 68 %, och äldre över 65 år 10,0 %.
Runt Gucheng är det ganska tätbefolkat, med 155 invånare per kvadratkilometer. Närmaste större samhälle är Maobahe, 15,1 km nordväst om Gucheng. I omgivningarna runt Gucheng växer i huvudsak blandskog.
Genomsnittlig årsnederbörd är 1 225 millimeter. Den regnigaste månaden är juli, med i genomsnitt 292 mm nederbörd, och den torraste är december, med 2 mm nederbörd.